# Willem Marinus Dudok
Willem Marinus Dudok (Ámsterdam, 6 de julio de 1884 - Hilversum, 6 de abril de 1974) fue un arquitecto neerlandés.
Dudok se convirtió en 1928 en arquitecto municipal de la ciudad de Hilversum, donde construyó barrios enteros y docenas de edificios públicos. El más conocido de ellos es el ayuntamiento (stadhuis), terminado en 1931. Se había formado en el estilo de la escuela de Ámsterdam, pero ciertas características de este edificio, como la asimetría, la rotundidez geométrica, o los finos voladizos, estaban claramente inspiradas en la arquitectura de Frank Lloyd Wright, muy en boga por la publicación de su obra en los Países Bajos. Durante muchos años, hasta la década de 1960, siguió construyendo en esta ciudad, llegando a tener fama mundial. Fue reconocido con la Medalla de Oro del RIBA en 1935 y la del AIA en 1955.

## Obras

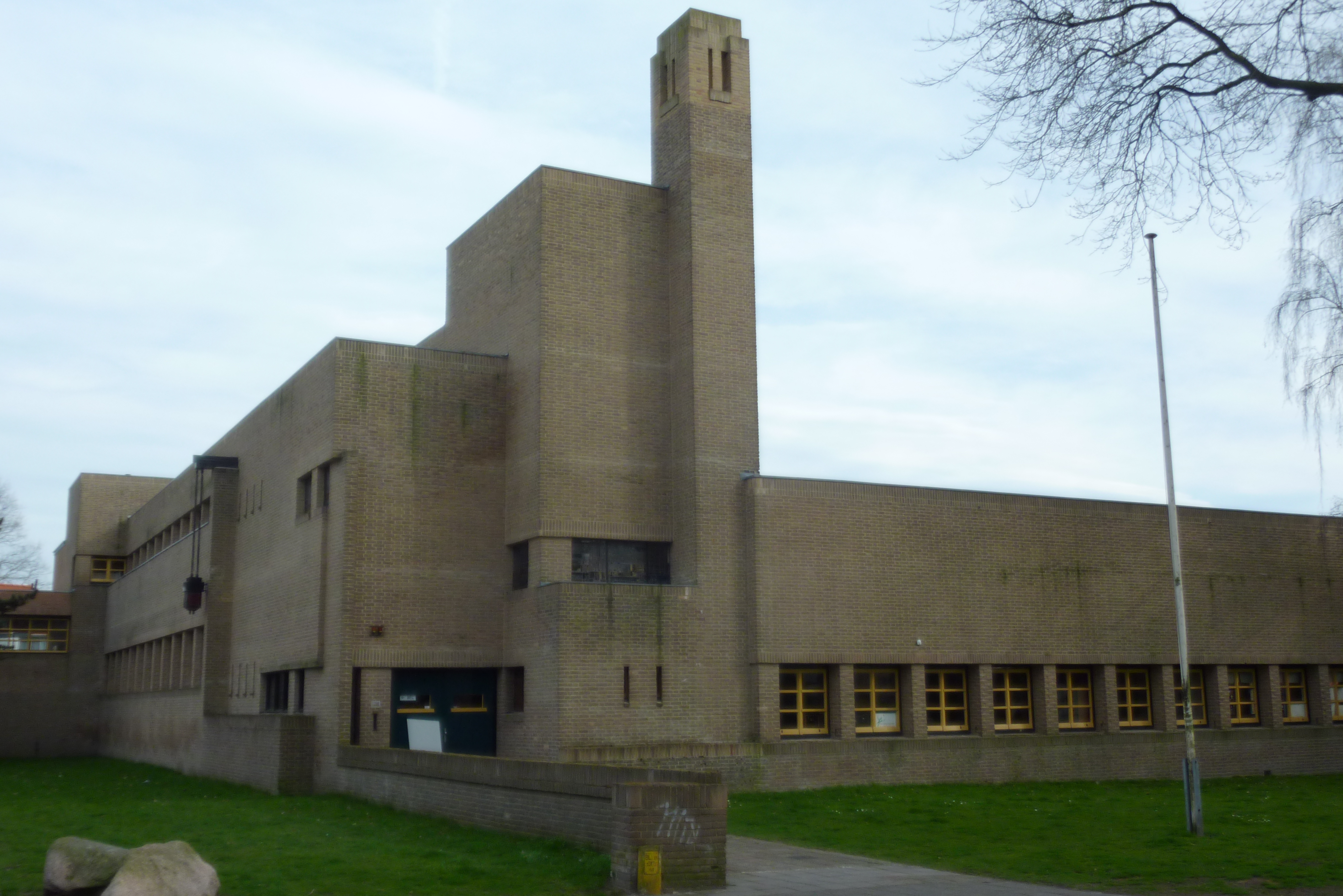
Escuela del Dr Bavinck, Hilversum, 1921
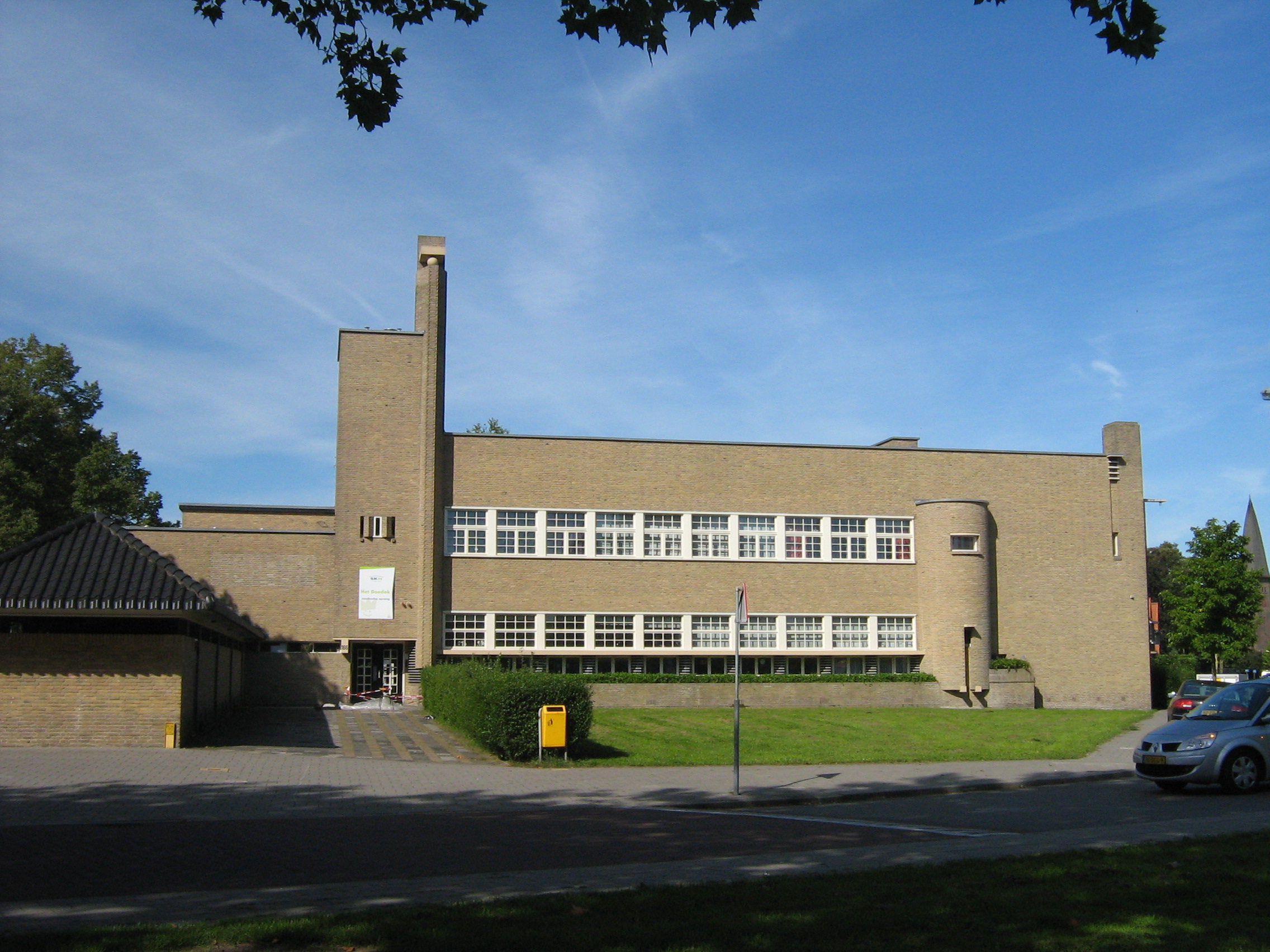
Escuela Juliana, Hilversum, 1926-1927
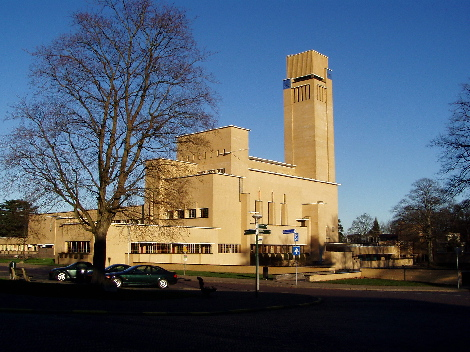
Casa consistorial de Hilversum, 1928–1931
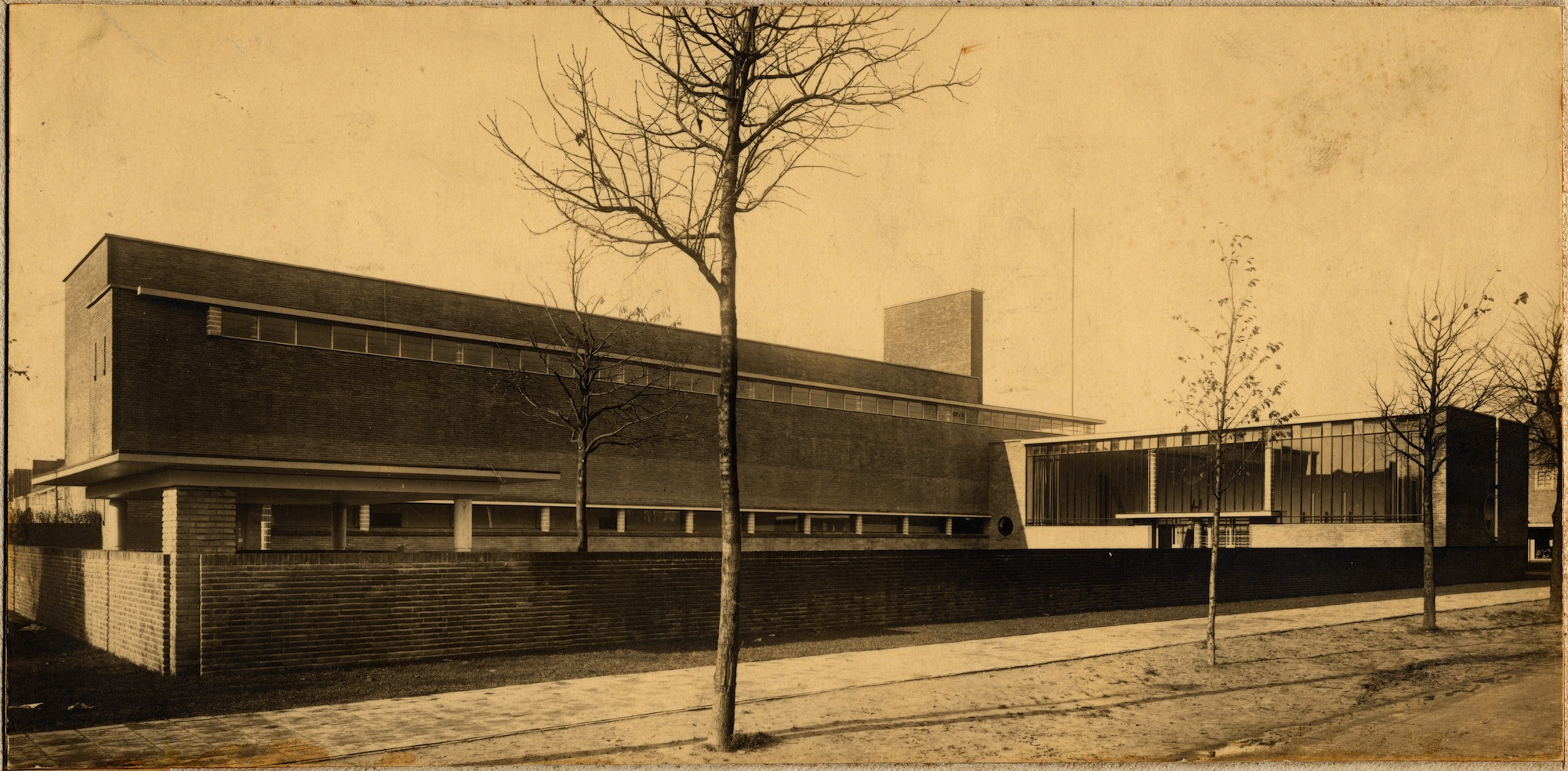
Escuela Calvino, Hilversum, 1930
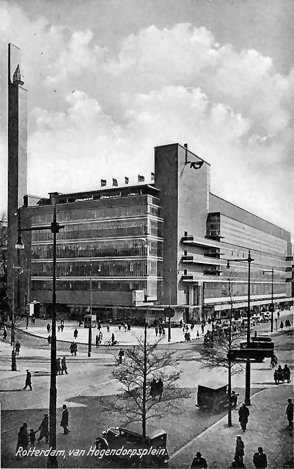
Grandes Almacenes De Bijenkorf, Róterdam, 1930
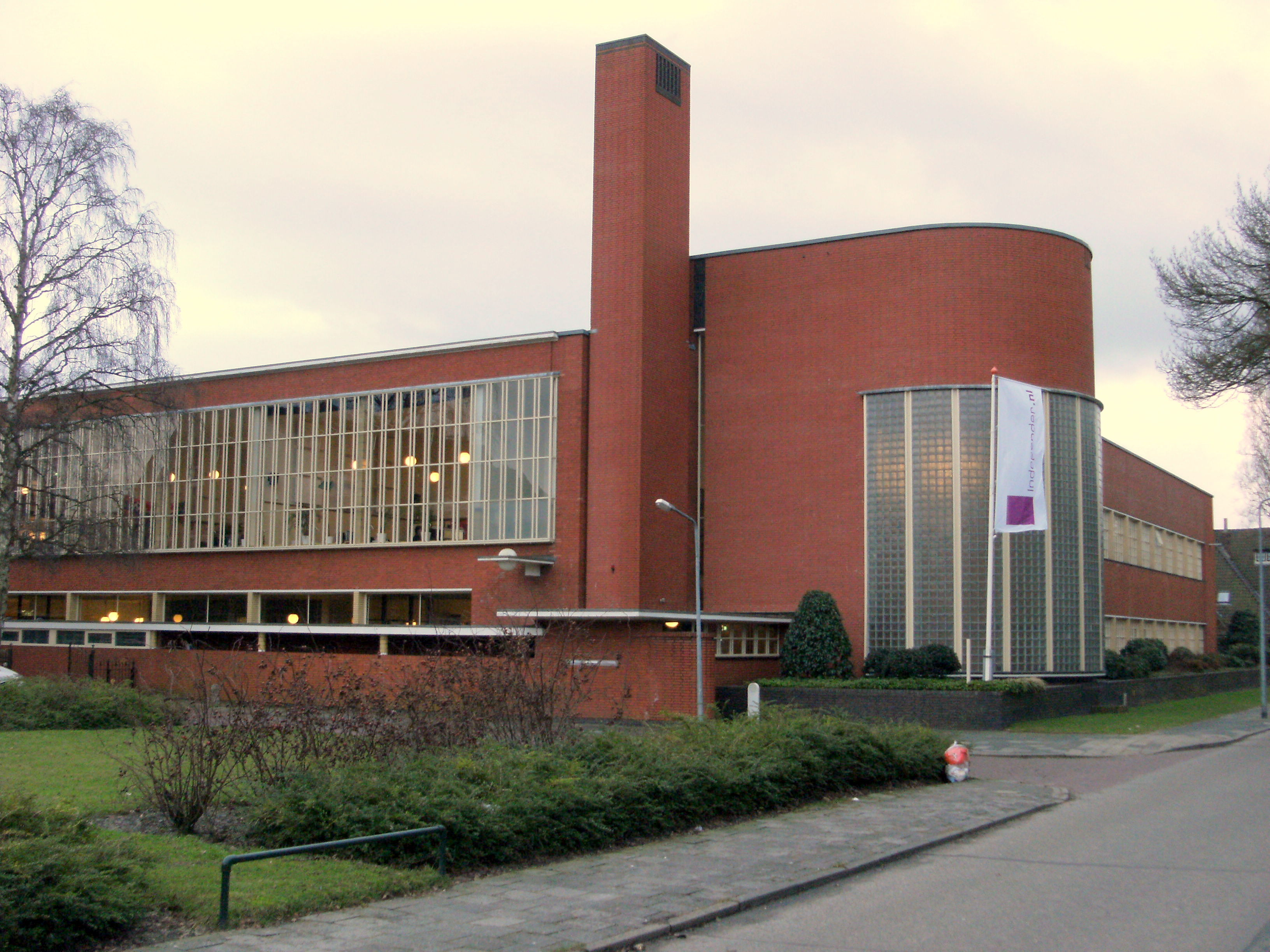
Escuela Snellius, Hilversum, 1931
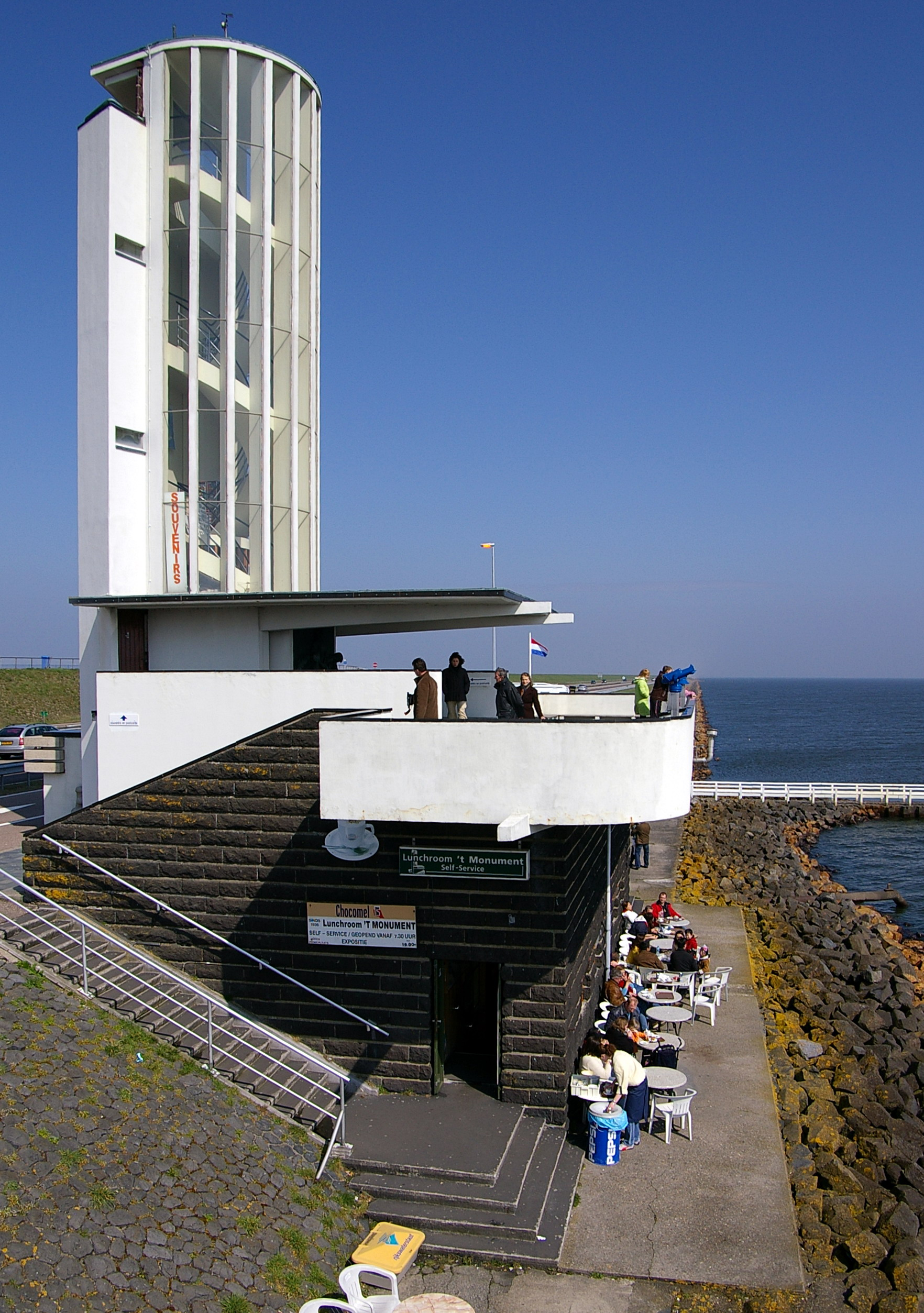
Monumento en Afsluitdijk, 1933
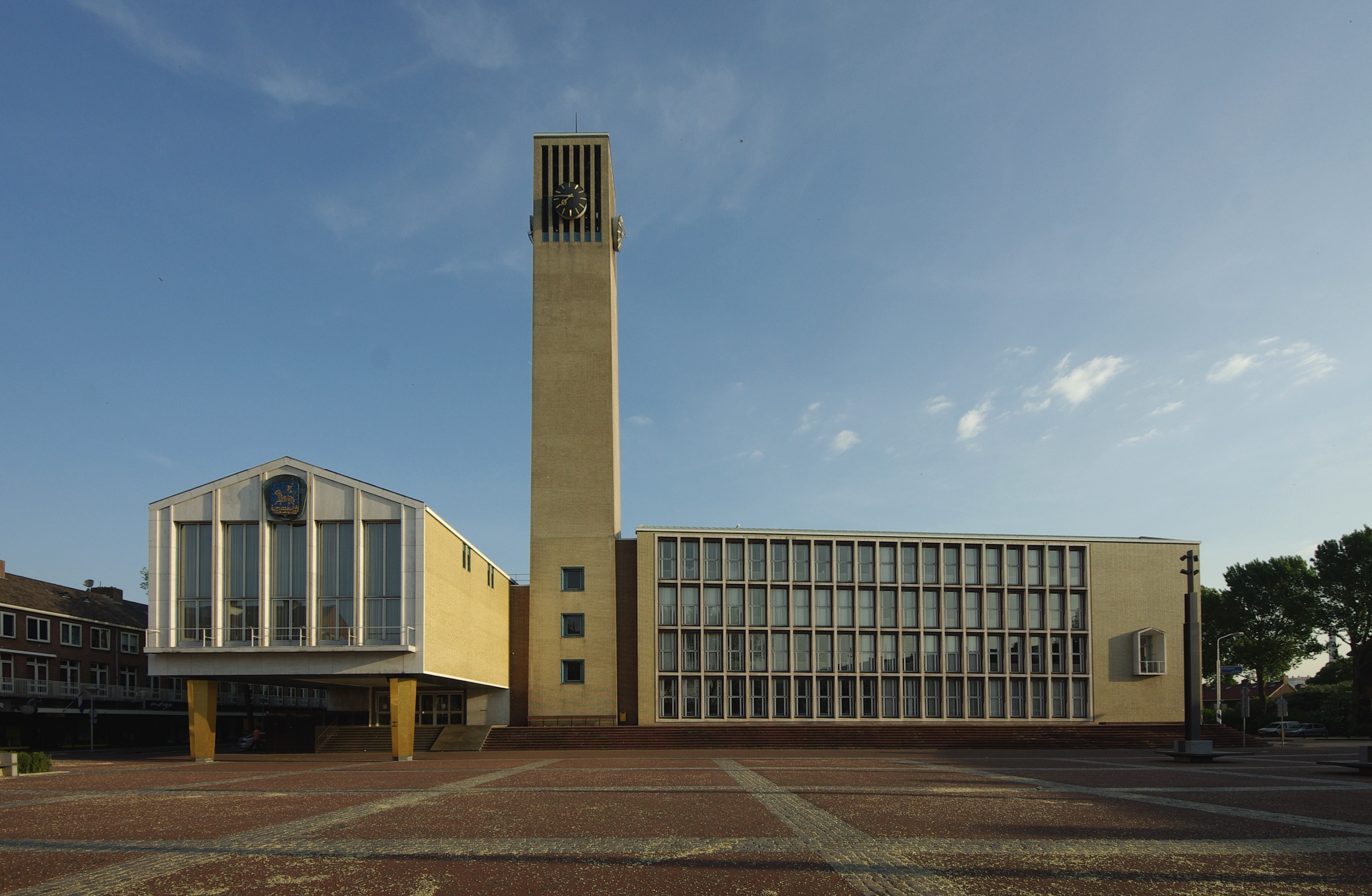
Casa consistorial de Velsen , 1965